# Doezastraat
De Doezastraat is een winkelstraat in de Nederlandse stad Leiden. De straat is gelegen in de Academiewijk in de zuidelijke binnenstad tussen het Rapenburg/Steenschuur en de Witte Singel/Zoeterwoudsesingel.
De Doezastraat dankt het brede profiel aan het feit dat de straat tot de demping van 1861 een gracht was: de Koepoortsgracht. Deze verwees naar de voormalige Koepoort, de stadspoort aan de singel en de belangrijkste toegang tot de stad vanuit de richting van Zoeterwoude. De huidige Herenstraat, Zoeterwoudseweg en Vrouwenweg buiten het centrum zijn overblijfselen van de historische route naar de stad, die na de Doezastraat via de Nieuwsteeg uitkomt bij de Pieterskerk. Na de demping werd de gracht vernoemd naar Janus Dousa, een historische figuur uit het Beleg van Leiden in de Tachtigjarige Oorlog.
De Leidse buskruitramp van 1807 is zeer bepalend geweest voor het huidige aanzicht van de straat. Veel panden aan de kant van het Rapenburg en het Steenschuur werden door de explosie of de daaropvolgende brand verwoest, waarna er grote, statige, neorenaissance panden voor in de plaats kwamen. Ook werd het Van der Werfpark aangelegd, met een ingang aan de Doezastraat.

## Gebouwen
- Koepoort (gesloopt in 1864)
- Woonhuis van Willebrord Snel van Royen waar hij de eerste achterwaartse insnijding uitvoerde (verdwenen[1])
- Aan de Raamsteeg, hoek Doezastraat, bevond zich vanaf omstreeks 1900 het Rijksmuseum van Natuurlijke Historie, dat in 1998 verhuisde naar elders en nu bekend is als Naturalis.

## Verwijzingen
- De roman Doezamand van Marijke Harberts (Van Gennep, Amsterdam, 1994, ISBN 9055150029), een portret van het Leidse studentenmilieu in de jaren vijftig, ontleent zijn titel aan een draagbare mand die destijds door veel studentes in de Doezastraat werd aangeschaft.